# Pfarrkirche Strem

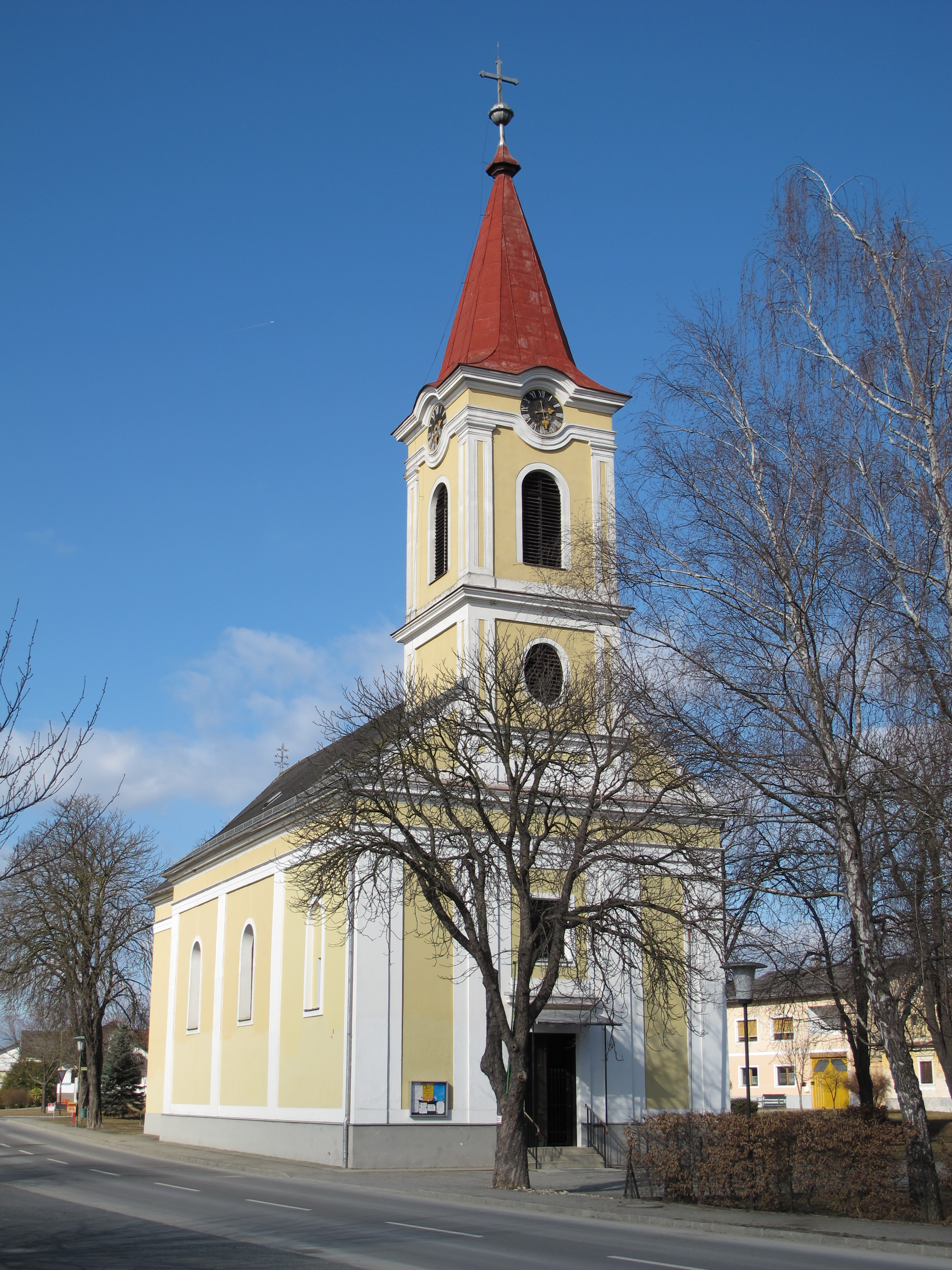
Katholische Pfarrkirche hl. Antonius in Strem

Die römisch-katholische Pfarrkirche Strem steht in der Gemeinde Strem (ungarisch Strém) im Bezirk Güssing im österreichischen Bundesland Burgenland. Sie ist dem heiligen Antonius von Padua gewidmet und befindet sich am Südrand des in der Ortsmitte gelegenen ehemaligen Angers. Die Pfarrkirche gehört zum Seelsorgeraum Göttliche Barmherzigkeit/Unteres Stremtal im Dekanat Güssing in der Diözese Eisenstadt und steht unter Denkmalschutz (Listeneintrag).

## Geschichte
Der Ort gehörte jahrhundertelang zur Pfarre Heiligenbrunn und verfügte lange nur über eine hölzerne Kapelle. An deren Stelle wurde 1852 die heutige, im klassizistischen Stil erbaute Kirche erbaut. Im Jahre 1877 wurde Strem zur eigenständigen Pfarre mit den Filialgemeinden Deutsch Ehrensdorf, Steinfurt und Sumetendorf erhoben. Restaurierungen am Kirchengebäude erfolgten in den Jahren 1952, 1959 und 1976 (Außenrenovierung).

## Baubeschreibung
Die Kirche ist ein einschiffiger Bau mit einem eingezogenen Chor mit 3/8-Schluss. Weiters hat sie einen südlich eingebunden Fassadenturm mit Spitzhelm. Die Fassade ist faschengegliedert.
Im Inneren ist die Kirche ein zweijochiger Saalbau. Zwischen Gurten, die auf kräftigen Pilastern ruhen, ist Platzlgewölbe. Weiters gibt es ein halbes Emporenjoch. Die Empore ist dreiachsig und hat eine vorgebauchte Brüstung. Die Kirche ist mit Stuckdekor verziert. Ein rundbogiger Triumphbogen trennt das Kirchenschiff vom Chor. Im Chorjoch ist quadratisches Platzlgewölbe. In der Apsis ist Kappengewölbe zwischen Gurten, die auf Pilastern ruhen.

## Ausstattung

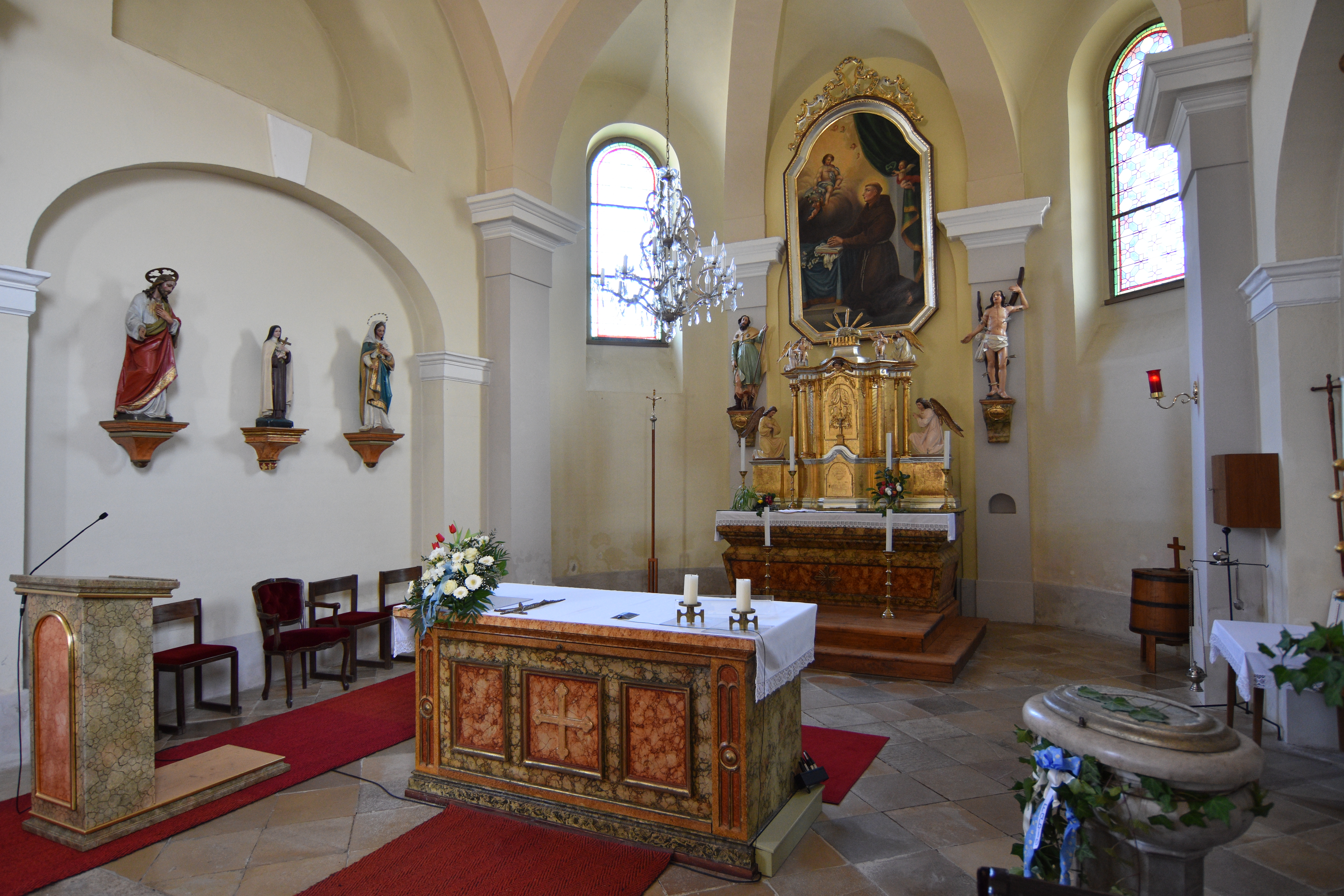
Der Altarraum der Kirche

Die Einrichtung stammt großteils aus der Mitte des 19. Jahrhunderts. Das Altarbild an der Apsiswand zeigt den heiligen Antonius von Padua. Es wurde 1853 von J. Rath gemalt. Die seitlichen Holzfiguren stellen den heiligen Rochus und den heiligen Sebastian dar. Sie wurden Ende des 18. Jahrhunderts geschaffen. An der linken Chorjochwand ist ein Bild einer Pietà. Dieses wurde 1853 von J. Rath gemalt und wurde vom ehemaligen Seitenaltar auf den jetzigen Standort übertragen. Die Kanzel stammt aus der zweiten Hälfte des 18. Jahrhunderts. Auf dem Schalldeckel sind Engelsfiguren. Die Orgel aus 1894 mit 9 Registern stammt von Peppert Sandor.